# Podhalanka baldaszkówka
Podhalanka baldaszkówka (Oreina alpestris) – gatunek chrząszcza z rodziny stonkowatych i podrodziny Chrysomelinae.

## Taksonomia
Gatunek ten opisany został po raz pierwszy w 1844 roku przez Theodora Emila Schummela pod nazwą Chrysomela alpestris. Obejmuje osiem podgatunków:
- Oreina alpestris alpestris (Schummel, 1844)
- Oreina alpestris balcanica (Weise, 1883)
- Oreina alpestris banatica (Weise, 1884)
- Oreina alpestris imitatrix (Apfelbeck, 1912)
- Oreina alpestris marsicana (Luigioni, 1933)
- Oreina alpestris nigrina (Suffrian, 1851)
- Oreina alpestris polymorpha (Kraatz, 1880)
- Oreina alpestris variabilis (Weise, 1883)

## Morfologia
Chrząszcz o wydłużonym, nieco przypłaszczonym ciele długości od 7 do 11 mm. Ubarwienie wierzchu ciała jest metalicznie zielone, granatowe lub ciemnofioletowe, jednobarwne lub ze wzorem, często fioletowym lub niebieskim, obejmującym parę podłużnych smug na pokrywach, a czasem też ich szew, tarczkę, tylną krawędź przedplecza i fragment nadustka. Stopień połysku i pomarszczenia pokryw jest różny między podgatunkami. Czułki mają dwa początkowe człony częściowo czerwone. Głaszczki szczękowe mają człon ostatni nie cieńszy od poprzedniego i na wierzchołku ścięty. Przedplecze ma brzegi boczne w tylnej części oddzielone od dysku lekkim wciskiem, niezgrubiałe wałeczkowato.
Podgięcia pokryw rozszerzone są tylko w przedniej ćwiartce długości. Odwłok ma pierwszy sternit nie dłuższy niż zapiersie. Genitalia samca odznaczają się zwężonym ku wierzchołkowi prąciem z eliptycznym szczytem.

## Ekologia i występowanie
Owad górski, zamieszkujący piętra regla górnego, subalpejskie i alpejskie. Zasiedla skraje lasów i polany, pobrzeża strumieni i potoków, przydroża, hale i połoniny. Bytuje wśród ziołorośli. Aktywny jest od maja do lipca. Osobniki dorosłe jak i larwy są fitofagami. Do roślin żywicielskich owadów dorosłych należą różne m.in. lepiężniki, modrzyk górski, miłosna górska, omiegi, świerząbek orzęsiony i trybula leśna. Larwy żerują wyłącznie na selerowatych.
Gatunek palearktyczny, europejski, zasięgiem obejmujący głównie Pireneje, Alpy, Sudety i Karpaty. Podgatunek nominatywny znany jest z Polski, Czech, Słowacji i Węgier. O. a. banatica podawana jest z Polski, Ukrainy i Rumunii. O. a. imitatrix notowany jest z Chorwacji, Bośni i Hercegowiny, Serbii, Czarnogóry i Macedonii Północnej. Występowanie O. a. balcanica stwierdzono w Serbii i Bułgarii. O. a. variabilis rozmieszczony jest w Niemczech, Szwajcarii, Liechtensteinie, Włochach i Słowenii. O. a. polymorpha podawany jest tylko z Niemiec, a O. a. marsicana tylko z Włoch. O. a. nigrina znany jest z Hiszpanii, Andory i Francji.